# Energy 52
Energy 52 — электронный музыкальный проект Пола Шмитца-Мурмана и Харольда Блюхеля.

## Группа
Несмотря на своё короткое существование, группа сделала огромный вклад в распространение раннего транс-движения 90-х в Германии.
Ещё в 1991 году группа выпустила несколько треков, но позже, в 1993 году они выпускают свой легендарный трек — Café del Mar, который был куплен лейблом Eye Q в 1993 году и стал одним из наиболее популярных хитов десятилетия и много раз перезаписывался и переиздавался в конце 90-х, когда транс достиг пика популярности. Трек был создан Полом и Харольдом совместно, до этого они работали над пластинками Eternity и State of Mind 1991, но ни одна из них даже близко не подобралась к успеху Café del Mar, который включил в себя треки обоих альбомов. Никто из Energy 52 более не выпускал никаких треков, подобных Café del Mar.

## Café del Mar
Композиция создана под влиянием работы Вима Мертенса «Struggle for Pleasure» в сборнике Ibiza Sunset Cafe, Cafe Del Mar — Пол вдохновляется энергичной партией фортепиано этого трека.
Вернувшись в Германию, Пол и Харольд начали записывать эту композицию для танцпола — так был рожден легендарный Café Del Mar. Название трека относит нас к легендарному Café del Mar-курортному местечку на побережье острова Ibiza, знаменитому своей неповторимой атмосферой и ежегодно выпускающимися сборниками музыки. Café del Mar стал самым хитовым треком в стиле транс в мире. Его ремиксы появились в сотнях альбомах. В апреле 2011 трек занял первое место в рейтинге Топ 20 танцевальных треков последних двадцати лет на радио BBC 1.

## Пол И. Шмитц Мурман
Пол И. Шмитц Мурман — немецкий диджей и музыкант в стиле транс и эйсид-хаус.
Пол родился в 1975 году в Берлине. В 1981 году засветился в клипе рок-группы Spliff — «Herzlichen Glückwunsch». В 1993 он начал заниматься брейк-дансом, и некоторое время брал уроки классического фортепиано. В 13 лет под именем Kid Paul он выпустил Acid in my House от лейбла Brian Carter Music. В 1995 бросил карьеру диджея и основал лейбл ISM Production.

## Харольд Блюхель
Харольд Блюхель (род. 19 февраля 1963) — немецкий электронный музыкант, который более известен под своим псевдонимом Cosmic Baby.
Блюхель также хорошо известен своим участием, помимо Energy 52, в проекте The Visions of Shiva с Полом ван Дайком.
Блюхель родился в Нюрнберге, Германия. В возрасте 6 лет Блюхель начал посещать классы по классическому фортепиано. Годом позже он начал учиться в музыкальном колледже в Нюрнберге. Его любимыми композиторами были Бела Бартока и Стравинский. В 1976 году он начал проявлять интерес к игре на синтезаторе. В то время он увлекался такими группами, как Kraftwerk и Tangerine Dream. Блюхель продолжил изучать музыку. В 1986 году он переехал в Западный Берлин и поступил в Берлинский Технологический институт для изучения аудио техники, а также поступил в Берлинский университет искусств. Живя в Берлине, он встретит Kid Paul. В 1988 году он начал сочинять техно и хаус. В 1991 году Блюхель впервые выступил в качестве «Cosmic Baby» в живую. В том же году он подписал контракт с MFS, а также выпустил свой первый альбом Stellar Supreme в 1992 году. Также в 1992 году в паре с Полом ван Дайком в рамках проекта «The Visions of Shiva» выпустил две пластинки, Perfect Day (1992) и How Much Can You Take? (1993).

## Сольная карьера
Несколько позже двое пошли разными путями.
В конце 1993 года Блюхель покинул MFS и подписал контракт с Logic Records, лейбл принадлежавший BMG. В апреле 1994 года он выпустил свой второй альбом. Позже он также создал саундтрек для Futura. Этот саундтрек был выпущен под названием Cosmic Inc. в 1995 году. Другой саундтрек, Musik zu Andorra, по пьесе Макса Фриша, появился в 1997 году. Третий полнометражный альбом Fourteen Pieces был выпущен в 1996 году, четвёртый альбом последовал в 1999 году. В конце 1990-х годов Блюхель выступает в качестве диджея в США, Мексике и других странах мира. Блюхель позже начал сотрудничать с Кристофером фон Дейленом. Вместе они выпустили два альбома в 2004 году: Bi Polar и Mare Stellaris. После этого Блюхель начал выпускать работы под своим настоящим именем, в большей степени направленные в сторону эмбиента, более минималистичные и экспериментальные, чем его работы как Cosmic Baby. Альбомы, которые появились в последующие годы были частью трилогии «Zauberberg» («Magic Mountain»). Между тем, Блюхель все же вернулся к работе, как Cosmic Baby с релизом альбома Industrie und Melodie в конце 2006 года.